# Guan banyut
El guan banyut (Oreophasis derbianus) és una espècie d'ocell de la família dels cràcids (Cracidae) que habita la selva humida de les muntanyes de Chiapas i Guatemala. És l'única espècie del gènere Oreophasis (Gray, GR, 1844) i també de la subfamília dels oreofasins (Oreophasinae).

## Descripció
- Gran ocell, amb una llargària de 79 - 89 cm, i un pes de 1200 - 2500 grs. Sense dimorfisme sexual.
- Als adults una característica banya a la zona frontal, de fins 60 mm, coberta per pell de color vermell.
- Cos esvelt amb coll llarg.
- Color general negre. Banda blanca a la cua. Pit blanc. Gola pràcticament nua i roja.
- Potes roges, bec groc i ull gris blavós.[2]